# Acherkogel
Acherkogel är en bergstopp i Österrike. Den ligger i distriktet Imst och förbundslandet Tyrolen, i den västra delen av landet. Toppen på Acherkogel är 3 007 meter över havet.
Trakten runt Acherkogel består i huvudsak av kala bergstoppar och alpin tundra.